# Gisela Tantau

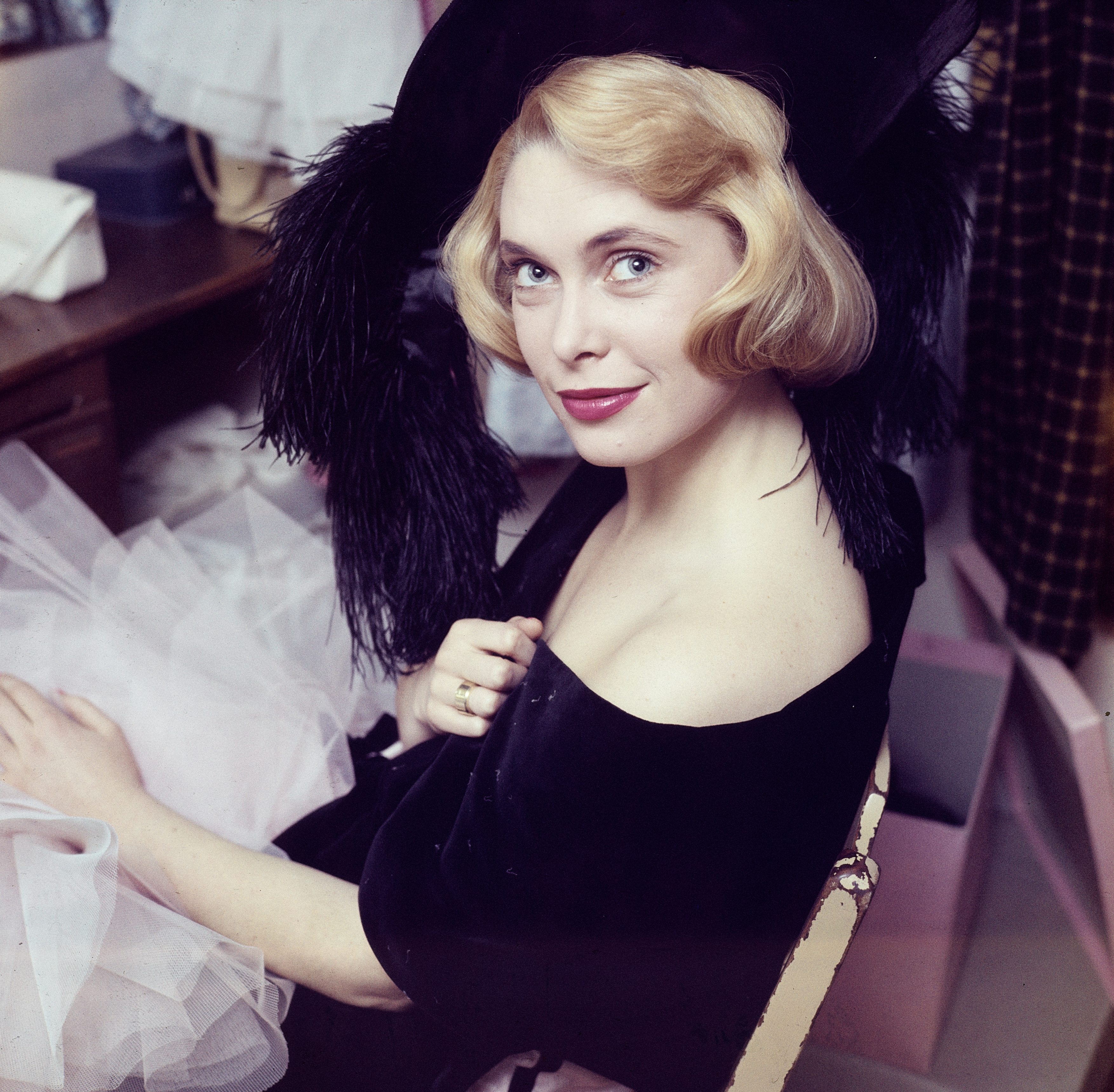
Gisela Tantau, Foto: Jack Metzger, Comet Photo, 1958

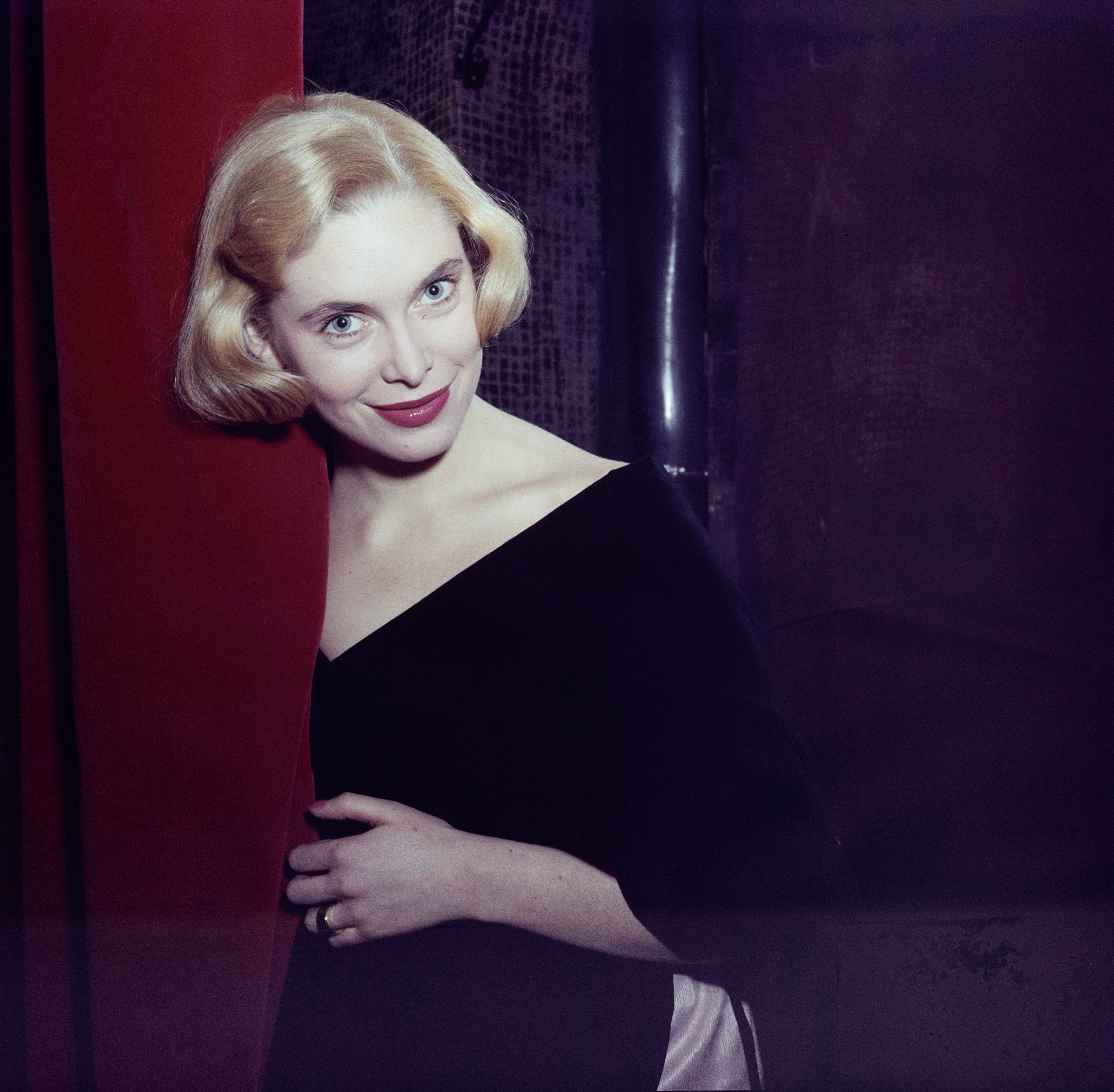
Gisela Tantau, Foto: Ders., 1958

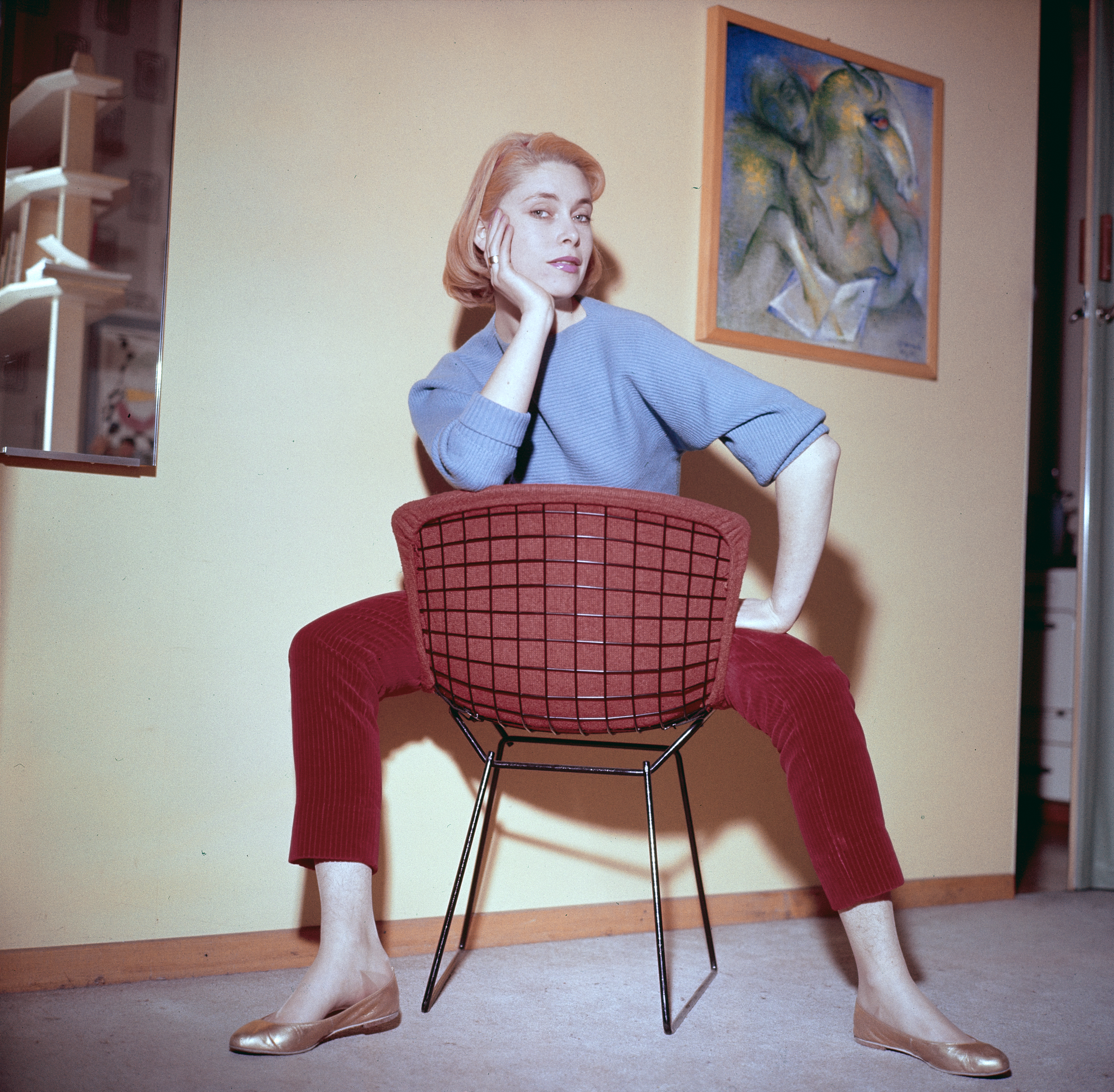
Gisela Tantau, Foto: Ders., 1958

Gisela Tantau (* 1. März 1933 in Hamburg) ist eine deutsche Schauspielerin.

## Leben
Nach einer Ballettausbildung und dem Besuch der Landeskunstschule nahm Gisela Tantau Schauspielunterricht. Erste Rollen verkörperte sie an verschiedenen Theatern in Hamburg. So trat sie 1955 an dem Theater im Zimmer in dem Schauspiel Die Marquise von Arcis von Carl Sternheim in einer Inszenierung von Helmuth Gmelin auf. 1956 spielte sie in Gelsenkirchen an den Städtischen Bühnen. 1959 hatte sie ein Engagement an der Komödie in Basel. Gastspiele führten sie von 1960 bis 1961 an die Bühnen der Stadt Lübeck und von 1961 bis 1962 an das Theater am Hechtplatz in Zürich.
Im Jahr 1947 entdeckte Helmut Käutner Gisela Tantau für seinen Episodenfilm In jenen Tagen. In diesem Nachkriegsfilm wirkten neben ihr Gert Karl Schaefer, Erich Schellow, Franz Schafheitlin, Alice Treff und Hans Nielsen mit. 1960 spielte sie in dem Frank Wisbar–Film Fabrik der Offiziere mit Helmut Griem, Horst Frank und Carl Lange die Rolle der Elfriede Rademacher. Im Fernsehen war sie unter anderem in einigen Folgen von Alle meine Tiere, Tatort und Die seltsamen Methoden des Franz Josef Wanninger zu sehen.

## Filmografie (Auswahl)
- 1947: In jenen Tagen
- 1951: Professor Nachtfalter
- 1955: Unternehmen Schlafsack
- 1956: Nacht der Entscheidung
- 1956: Ich und meine Schwiegersöhne
- 1960: Die zornigen jungen Männer
- 1961: Ein Außenseiter (Fernsehfilm)
- 1960: Fabrik der Offiziere
- 1962: Onkel Harry (Fernsehfilm)
- 1963: Alle meine Tiere (Fernsehserie) – Der Urlaub
- 1972: Tatort (Fernsehreihe) – Münchner Kindl
- 1975: Comenius (Fernsehfilm)
- 1978: Tatort – Rechnung mit einer Unbekannten
- 1980: Die seltsamen Methoden des Franz Josef Wanninger (Fernsehserie) – Die Ballonfahrt